# Yoshika
Yoshika (吉賀町, Yoshika-chō) est un bourg du district de Kanoashi, dans la préfecture de Shimane, au Japon.

## Géographie

### Démographie
Au 1er mai 2015, la population de Yoshika s'élevait à 6 300 habitants répartis sur une superficie de 336,50 km2.

## Histoire
La création de Yoshikadate[Quoi ?] date de 2005 après la fusion de l'ancien bourg de Muikaichi avec le village de Kakinoki.